# 凯文·布莱克韦尔
凯文·布莱克韦尔（英語：Kevin Blackwell，1955年或1956年—1980年8月16日），新西兰男子自行车运动员。他曾代表新西兰参加1978年英联邦运动会自行车比赛，获得男子4000米团体追逐赛银牌。